# Natalie Diaz
Natalie Diaz (Needles, 4 settembre 1974) è una poetessa statunitense.

## Biografia
Natalie Diaz è nata a Needles in una famiglia di origini latinoamericane e mohave. Durante gli anni universitari all'Old Dominion University si è distinta nella squadra femminile di basket dell'ateneo e, dopo la fine della breve carriera sportiva, ha conseguito la laurea magistrale nella stessa università nel 2006.
L'esperienza di vita dei nativi americani è da sempre un tema fondamentale nella poesia della Diaz e, in particolare, costituisce l'argomento della sua prima raccolta di poesie, When My Brother Was an Aztec, pubblicato nel 2013. Il suo secondo libro, Postcolonial Love Poem, è stato pubblicato nel 2020 e le è valso il Premio Pulitzer per la poesia.
In Italia alcune sue poesie tratte dalla raccolta con cui si è aggiudicata il Pulitzer sono state tradotte da Edizioni Black Coffee nel primo volume dell’antologia «Nuova Poesia Americana», a cura di John Freeman e Damiano Abeni, nella traduzione di Damiano Abeni.
Dal 2018 insegna poesia all'Università statale dell'Arizona; oltre all'attività poetica e accademica, la Diaz è impegnata nella salvaguardia della lingua mohave.

### Vita privata
È dichiaratamente queer.

## Opere
- When My Brother Was an Aztec, Copper Canyon Press, 2013. ISBN 978-1-61932-033-8
- Postcolonial Love Poem, Graywolf Press, 2020. ISBN 978-1-64445-014-7.

### Opere tradotte in italiano
- John Freeman e Damiano Abeni, a cura di, «Nuova Poesia Americana» vol. 1 (traduzione di Damiano Abeni), Edizioni Black Coffee, 2020. ISBN 978-88-94833-27-0
- «Corpi a prova di gioco», in «Freeman’s. California», a cura di John Freeman (traduzione di Leonardo Taiuti), Edizioni Black Coffee, 2020, ISBN 978-88-94833-31-7.